# Гегамаван
Гегамаван (вірм. Գեղամավան) — село в марзі Гегаркунік, на сході Вірменії. Село розташоване на лівому березі річки Раздан, за 6 км на північний захід від міста Севан, за 3 км на північний захід від села Варсер, за 3 км на північний схід від села Гагарін та за 3 км на південний схід від села Цахкунк. Село було засноване у 1830-ті мігрантами з міста Маку (Персія).